# Laurentio Beyerlinck
Laurentio Beyerlinck (abril de 1578, Amberes - 22 de junio de 1627, ibíd.) 
fue un teólogo y escritor eclesiástico autor de una de las primeras enciclopedias que se conocen.

## Vida
Hijo de un farmacéutico, fue preparado para ejercer la misma profesión de su padre en Lovaina, pero él decidió entrar en el sacerdocio, siendo ordenado en junio de 1602. Siendo estudiante de teología enseñó poesía y retórica en el colegio de Vaulx, y mientras ejerció de pastor en Herent fue profesor de filosofía en un cercano seminario de canónigos regulares.
En 1605 era ya profesor de filosofía y teología en el seminario eclesiástico de Amberes, del que pronto fue superior. Beyerlinck fue un gran orador y pasó gran parte de su tiempo predicando y escribiendo.

## Obras
Fue autor de grandes obras de carácter enciclopédico. Escribió el segundo volumen (Amberes, 1611) del Opus Chronographicum orbis universi a mundi exordio usque ad annum MDCXI (el primer volumen, hasta el año 1572 fue compuesto por Petrus Opmeer). Escribió también una colección de vidas de papas, gobernantes y hombres ilustres. Su obra más importante fue Magnum Theatrum Vitae Humanae (Colonia, 1631, 7 vols; Lyon 1665-6, 8 vols; Venecia, 1707, 8 vols), una enciclopedia con información sobre asuntos diversos ordenados alfabéticamente. Trata de temas muy diversos que van desde profundas disertaciones teológicas hasta juegos y asuntos triviales. Incluye artículos sobre barbas, y sobre juegos. Una de las ediciones de esta obra en 8 volúmenes se encontraba entre los libros que Calderón de la Barca legó en su testamento a fray Alonso de Cañizares, franciscano, predicador de Su Majestad.